# Brachyurophis fasciolatus
Brachyurophis fasciolatus är en ormart som beskrevs av Günther 1872. Brachyurophis fasciolatus ingår i släktet Brachyurophis och familjen giftsnokar och underfamiljen havsormar.
Arten förekommer i centrala och västra Australien. Den når i öst sydvästra Queensland och nordvästra New South Wales. Habitatet varierar mellan gräsmarker, sanddyner, halvöknar och andra torra landskap. Brachyurophis fasciolatus äter ödlor och deras ägg. Honan lägger själv ägg.
För beståndet är inga hot kända. IUCN listar arten som livskraftig (LC).

## Underarter
Arten delas in i följande underarter:
- B. f. fasciolatus
- B. f. fasciatus